# Entre Calais et Douvres
Entre Calais et Douvres (Tra Calais e Dover) è un cortometraggio diretto da Georges Méliès (Star Film 112) della durata di circa 1 minuto in bianco e nero.
Il film è privo di effetti speciali cinematografici e l'interesse è basato sul movimento della macchina scenica del ponte del traghetto.

## Trama
Sul ponte di un traghetto da Calais a Dover i passeggeri e gli oggetti di arredo sono sballottati dal vistoso oscillamento della nave, dovuto al maltempo.